# Episodi di Hardcastle & McCormick (seconda stagione)
La seconda stagione della serie televisiva Hardcastle & McCormick è stata trasmessa negli Stati Uniti per la prima volta dal network statunitense ABC dal 23 settembre 1984 al 1º aprile 1985.
| nº | Titolo originale                                 | Titolo italiano               | Prima TV USA      | Prima TV Italia |
| -- | ------------------------------------------------ | ----------------------------- | ----------------- | --------------- |
| 1  | Outlaw Champion                                  | Un campione mancato           | 23 settembre 1984 |                 |
| 2  | Ties My Father Sold Me                           | Una cravatta per ricordo      | 30 settembre 1984 |                 |
| 3  | You Would Cry, Too, If It Happened to You        | Furto in archivio             | 7 ottobre 1984    |                 |
| 4  | D-Day                                            | Disastro Deilinger            | 14 ottobre 1984   |                 |
| 5  | Never My Love                                    | Mai dire amore                | 28 ottobre 1984   |                 |
| 6  | Whatever Happened to Guts?                       | [ 1 ]                         | 4 novembre 1984   | [ 1 ]           |
| 7  | You and the Horse You Rode in On                 | [ 1 ]                         | 18 novembre 1984  | [ 1 ]           |
| 8  | One of the Girls from Accounting                 | La ragazza con gli occhiali   | 25 novembre 1984  |                 |
| 9  | It Coulda Been Worse... She Coulda Been a Welder | Difetti in famiglia           | 2 dicembre 1984   |                 |
| 10 | Hate the Picture, Love the Frame                 | Il Giudice in prigione        | 9 dicembre 1984   |                 |
| 11 | Pennies from a Dead Man's Eyes                   | Un cantante risorto           | 31 dicembre 1984  |                 |
| 12 | There Goes the Neighborhood                      | Mai fidarsi dei vicini        | 7 gennaio 1985    |                 |
| 13 | Too Rich and Too Thin                            | La clinica della salute       | 14 gennaio 1985   |                 |
| 14 | What's So Funny?                                 | Comici in tribunale           | 21 gennaio 1985   |                 |
| 15 | Hardcastle, Hardcastle, Hardcastle and McCormick | Due incorreggibili zie        | 4 febbraio 1985   |                 |
| 16 | The Long Ago Girl                                | La ragazza di tanti anni fa   | 11 febbraio 1985  |                 |
| 17 | You Don't Hear the One that Gets You             | Ventimila dollari per sognare | 18 febbraio 1985  |                 |
| 18 | The Birthday Present                             | Ogni lavoro ha le sue idee    | 25 febbraio 1985  |                 |
| 19 | Surprise on Seagull Beach                        | [ 1 ]                         | 4 marzo 1985      | [ 1 ]           |
| 20 | Undercover McCormick                             | L'infiltrato                  | 11 marzo 1985     |                 |
| 21 | The Game You Learn from Your Father              | [ 1 ]                         | 18 marzo 1985     | [ 1 ]           |
| 22 | Angie's Choice                                   | Testimone incorruttibile      | 1 aprile 1985     |                 |